# Dieter Schlindwein
Dieter Schlindwein (født 7. februar 1961 i Karlsdorf, Vesttyskland) er en tysk tidligere fodboldspiller (back).
Gennem sin 18 år lange karriere spillede Schlindwein for henholdsvis Waldhof Mannheim, Werder Bremen, Eintracht Frankfurt og St. Pauli. Hos Frankfurt var han med til at vinde DFB-Pokalen i 1988.
Schlindwein opnåede ikke at repræsentere det vesttyske landshold, men var en del af landets trup til OL 1984 i Los Angeles.

## Titler
DFB-Pokal
- 1988 med Eintracht Frankfurt